# 三江乡 (金秀县)
三江乡，是中华人民共和国广西壮族自治区来宾市金秀瑶族自治县下辖的一个乡镇级行政单位。

## 行政区划
三江乡下辖以下地区：
三江村、同化村、古范村、合兴村、柘山村和长乐村。